# Sjötuna
Sjötuna är en herrgård i Mjölby kommun (Kumla socken), Östergötlands län. Gården ligger intill Tåkern och är skapat genom två mantal från Tuna och ett mantal från Baggetuna.

## Historik
Sjötuna är herrgård är belägen i Kumla socken, Lysings härad. Den bestod från början av två mantal av Tuna och ett mantal Baggetuna. Tuna omnämns i ett köpebrev den 4 april 1332, då riddaren Magnus Bengtsson bytte 1⁄2 åtting av Tuna till Johan Holmgersson. Tuna innehades 1636 som säteri av Per Månssons änka och sedermera av Magdalena Ulfsparre. Baggetuna tillhörde under den katolska tiden Vadstena kloster, men utbyttes från kronan av kungliga rådet Claes Fleming. Båda gårdarna förlorade 1681 säterifriheten, på grund av bristfällig brukning, men återfick den 1683. Tillhörde 1687 och 1726 släkten Silfversparre. 1726 tillhörde gården även Elisabeth Ramsvärd och sedan släkten Blomensköld och von Björnbourg. Ägdes omkring 1760 av överinspektorn Johan Berohn och sedermera av släkterna Roxendorff, Boye och von Kothen. Från 1820-talet ägdes gården av majoren G. Freijtag och 1850 av Karl Pettersson. År 1872 såldes säteriet av M. Larsson till Axel Hermelin till Gripenberg.

## Ägarlängder

### Tuna
| Ägare     | Namn                           | Levnadstid |
| --------- | ------------------------------ | ---------- |
| 1635–1640 | Erik Månsson                   |            |
| 1650      | Swen(?) Månsson                |            |
| 1670–1675 | Magdalena Ulfsparre af Broxvik |            |

### Baggetuna
| Ägare     | Namn           | Levnadstid |
| --------- | -------------- | ---------- |
| 1635      | Lars Ulvsparre |            |
| 1640–1650 | Lars Flemming  |            |
| 1660–1670 | Cläs Flemming  |            |

### Sjötuna
| Ägare     | Namn                                 | Levnadstid |
| --------- | ------------------------------------ | ---------- |
| 1636      | Per Månssons enka                    |            |
|           | Magdalena Ulfsparre                  |            |
| 1692-1700 | Nils Silfversparre                   | -1700      |
| 1704-1709 | Erik Silfversparre                   | 1654-1709  |
| 1705-1724 | Margareta Silfversparre              | 1653-1724  |
| 1732-     | Carl von Rohr                        | 1694-1750  |
| 1736-1745 | Mattias von Björnbourg               | 1683-1745  |
| 1745-1747 | Anna Maria Rudbeck                   | 1709-1785  |
| 1749-1762 | Johan Beron                          | 1700-1762  |
| 1765-1771 | Lars Bertil Roxendorff               | 1700-1769  |
|           | Boije                                |            |
| 1792-1793 | Magnus Adolf von Kothen              | 1755-1810  |
| 1794-1820 | Johan Gustaf Freijtag                | 1753-1838  |
| 1850      | Karl August Petersson                | 1834-      |
| 1866-1872 | Magnus Larsson (Övertorpet i Bjälbo) |            |
| 1872      | Axel Hermelin (Bosatt i Gripenberg)  |            |
| 1910      | Axel Andersson, Frans Sjöstrand      | 1860-1944  |
| 1913      | Arvid Andersson                      | 1886-1952  |
| 1950      | Stig Tunemar, Kurt Tunemar           | 1924-2009  |

## Fynd från Fornsök
- Kumla 14:1 - Yxa av flinta som förvaras på gården i Sjötuna. Tjocknackig och slipad, cirka 12 centimeter lång.
- Kumla 18:1 - Större flintavslag.
- Kumla 10:1 - Moränrygg, en svag förhöjning i åkern, ca 30x15 meter. Enligt tidigare uppgifter ska kulen ha varit en plats där man påträffat svart jord och ben. Ska tidigare ståt en väderkvarn här.
- Kumla 17:1 - Västerhemmet. Ett tidigare torp.